# برنارد ووکاس
برنارد ووکاس (انگلیسی: Bernard Vukas; ۱ مهٔ ۱۹۲۷ – ۴ آوریل ۱۹۸۳) بازیکن فوتبال اهل یوگسلاوی بود.
از باشگاه‌هایی که در آن بازی کرده‌است می‌توان به باشگاه فوتبال بولونیا، باشگاه فوتبال زاگرب، باشگاه فوتبال هایدوک اسپلیت و باشگاه فوتبال گراتس اشاره کرد.
وی همچنین در تیم ملی فوتبال یوگسلاوی بازی کرده‌است. ووکاس در مسابقات کشوری و بین‌المللی در مجموع برندهٔ ۲ مدال نقره شده‌است.